# Марк Клавдій Фронтон
Марк Клавдій Фронтон (*Marcus Claudius Fronto, д/н —170) — державний та військовий діяч Римської імперії.

## Життєпис
Походив з роду Клавдіїв Фронтонів з провінції Азія. Службу свою розпочав за правління імператора Антоніна Пія. Обіймав посади квестора, курульного еділа й претора. З 161 до 165 роках був одним з військовиків імператора Луція Вера під час війни із Парфією. Того ж року разом з іншими сенаторами відповідав за формування та підготовку II та III Італійських легіонів. У 166 році під час триумфа з нагоди завершення Парфянської війни отримав військові відзнаки (dona militaria). Того ж року призначається куратором громадського будівництва, а потім консулом-суфектом (разом з Луцієм Волузієм Меціаном).
У 168 році під час Маркоманської війни призначається військовиком (комітом) імператора Луція Вера. Того ж року отримує посаду імператорського легата-пропретора провінції Верхня Мезія. У 169 році призначається намісником усіх трьох провінцій Дакії, зберігши управління над провінцією Верхня Мезія. Загинув Фронтон у битві з германськими та сарматськими племенами у 170 році. на його честь на Форумі Траяна та в м. Сармізегетуза встановлені статуї.